# フリードリヒ・アウグスト (ナッサウ公)

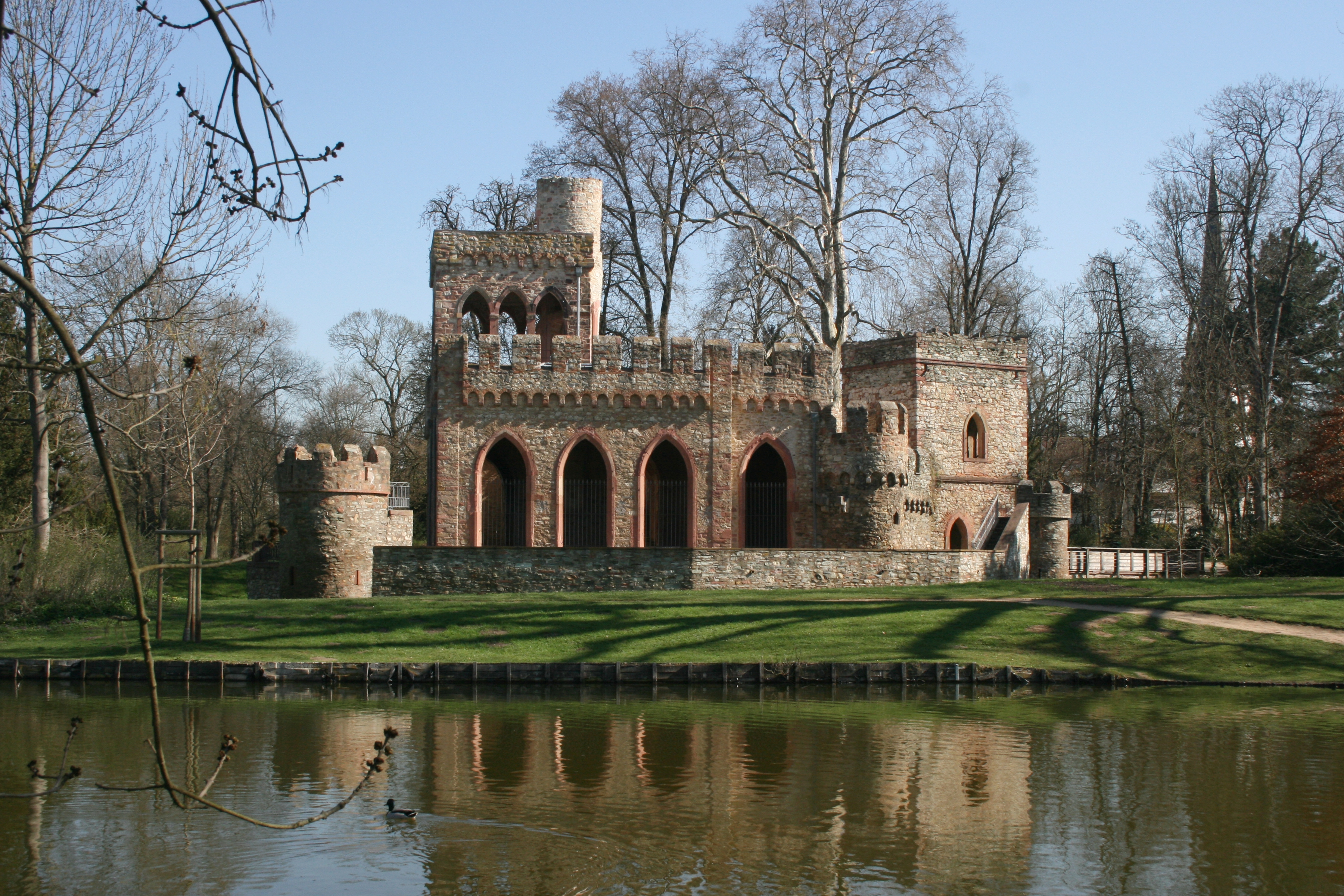
モスブルク（ビープリヒ城の庭園）

フリードリヒ・アウグスト（ドイツ語：Friedrich August, 1738年4月23日 - 1816年3月24日）は、ナッサウ＝ウージンゲン侯（在位：1803年 - 1806年）、のち初代ナッサウ公（在位：1806年 - 1816年）。

## 生涯
フリードリヒ・アウグストはナッサウ＝ウージンゲン侯カールと、ザクセン＝アイゼナハ公ヨハン・ヴィルヘルムの娘クリスティアーネ・ヴィルヘルミーネの息子としてウージンゲンで生まれた。1744年から一家はヴィースバーデンのビープリヒ城に居を構えた。1768年にフリードリヒ・アウグストはウージンゲンに宮殿を建設し、1803年までそこに住んだ。フリードリヒ・アウグストは帝国軍における軍歴を経て、七年戦争（1756年 - 63年）においてオーストリア側でプロイセンと戦い軍功を挙げ、1790年に陸軍元帥に昇進した。
男子後継者がいなかった兄のカール・ヴィルヘルム（1735年 - 1803年）の死後、フリードリヒ・アウグストはナッサウ＝ウーシンゲン伯領を相続しウージンゲン侯となった。神聖ローマ帝国の終焉後、1806年にフリードリヒ・アウグストはライン同盟に加盟してナポレオンによる領土の併合を阻止し、同族のナッサウ＝ヴァイルブルク侯フリードリヒ・ヴィルヘルムとともに、拡大した領土を統治した。この時点でフリードリヒ・アウグストにも嗣子がおらず、フリードリヒ・ヴィルヘルムがカール・ヴィルヘルムの領地を継承することがほぼ確実となっていた。ナポレオンの敗北が明らかとなった後、フリードリヒ・アウグストは立場を翻し、自国の主権をドイツ連邦に引き継ぐことができた。ナッサウ軍は、1815年6月18日に初代ウェリントン公爵アーサー・ウェルズリーの指揮の下、ワーテルローの戦いに参加しナポレオンと戦った。この出来事を記念して、戦いから50年後にヴィースバーデンのルイーゼン広場に記念碑が建てられた。
フリードリヒ・アウグストは、貴族の租税特権の廃止、報道の自由の導入、憲法の導入などの改革を通じて近代国家を設立するなど、賢明でリベラルな支配者であった。
ビープリヒ城のフリードリヒ・アウグストの宮廷を訪問した人々は、そのもてなしと華やかさを称賛した。フリードリヒ・アウグストは城の庭園にモスブルクという人工遺跡を建てさせた。
1816年3月24日にフリードリヒ・アウグストは嗣子なく死去した。ナッサウ＝ヴァイルブルク侯フリードリヒ・ヴィルヘルムは同年1月16日にヴァイルブルク城の事故で先に死去していたため、ナッサウ＝ウージンゲン伯領はその息子ヴィルヘルムが継承した。

## 子女
1775年6月9日に、ヴァルデック＝ピルモント侯カール・アウグスト・フリードリヒの娘ルイーゼと結婚した。2人の間には7子が生まれたが、2人の男子は早世した。
- クリスティアーネ・ルイーゼ（1776年 - 1829年） - 1791年にバーデン大公カール・フリードリヒの次男フリードリヒと結婚
- カロリーネ・フリーデリケ（1777年 - 1821年） - 1792年にアンハルト＝ケーテン侯アウグスト・クリスティアンと結婚
- アウグスタ（1778年 - 1846年） - 1804年にヘッセン＝ホンブルク方伯ルートヴィヒと結婚（1805年離婚）、1807年にフリードリヒ・ヴィルヘルム・フォン・ビスマルク（英語版）と結婚
- フリードリヒ・ヴィルヘルム（1780年7月30日 - 8月18日）
- ルイーゼ・マリー（1782年 - 1812年）
- フリーデリケ・ヴィクトリア（1784年 - 1822年）
- フリードリヒ・カール（1787年6月17日 - 9月29日）